# 진해구

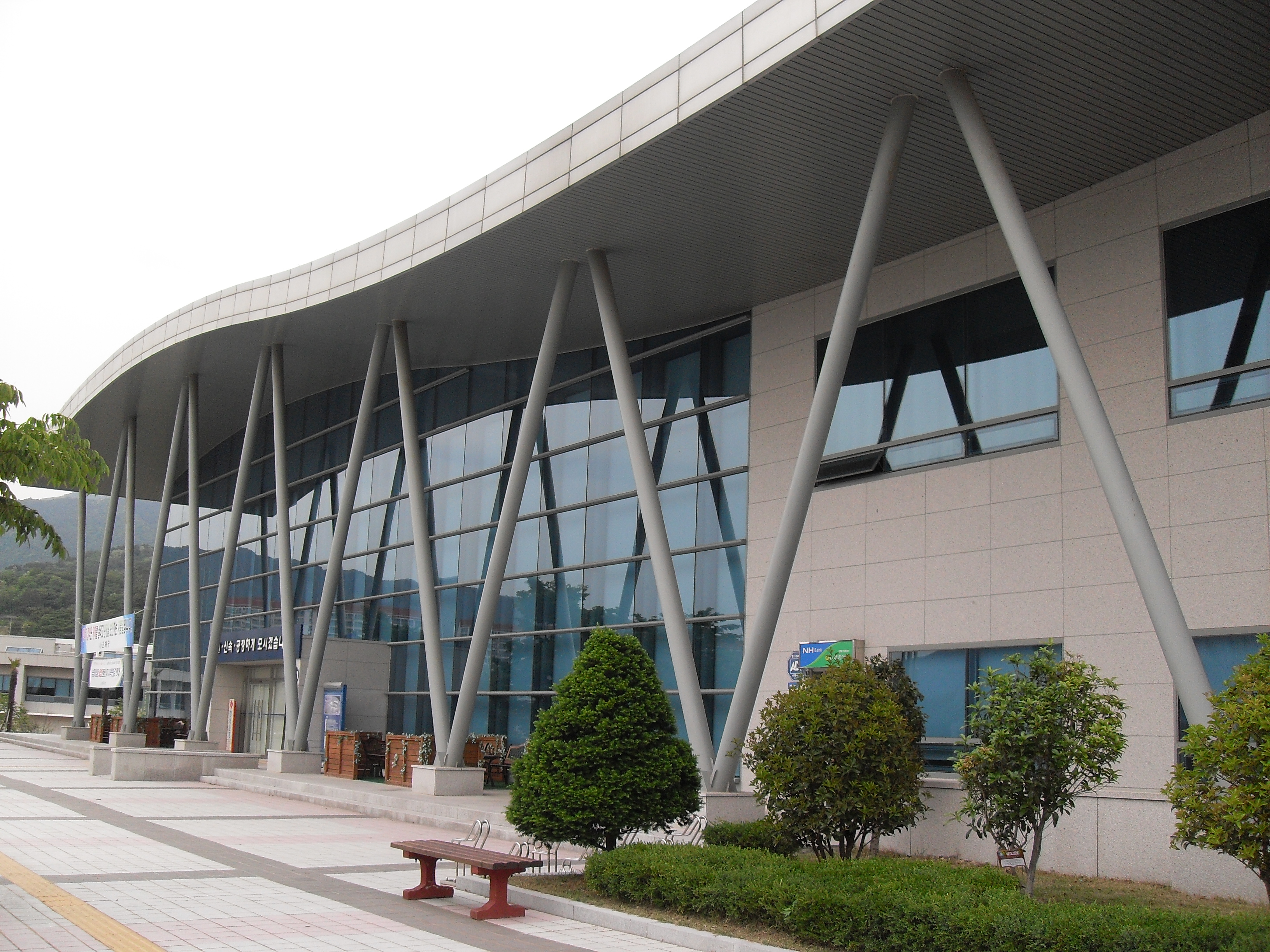
진해구청(구 진해시청)

진해구(鎭海區)는 대한민국 경상남도 통합창원시의 동남부에 있는 구이다. 동쪽은 부산광역시 강서구와 북쪽은 창원 성산구 · 김해시와 접하고, 서쪽은 마산만을 사이에 두고 마산합포구와 마주하며, 남쪽은 진해만을 사이에 두고 거제시와 마주한다.
6·25전쟁 당시 1950년부터 국군과 UN군의 해군기지로 사용되면서 대한민국 해군의 중심기지로 자리잡았다. 진해항은 대한민국 해군의 모항(母港)이고, 해군사관학교와 여러 사령부가 위치하고 있으며, 군항도시와 벚꽃축제로 유명하다. (진해군항제) 해군에 입대한 지원병들이 훈련을 받는 해군교육사령부도 진해 경화동 진해루에 위치하고 있다.
진해에서는 도심과 지리적으로 인접하고 생활권이 같은 (구)창원시와 통합하자는 움직임이 있어 왔으며, 2010년 정부의 행정구역 통합 추진에 따라 같은 해 7월 1일에주민의견없이 강제로 (구)창원시·마산시와 통합하여 통합창원시 진해구로 개편되었다. 진해구는 옛 진해시청 청사를 그대로 구청으로 쓰고 있다.
2014년 10월 30일 진해구 중앙동 군항마을이 국가기록원의 7번째 기록사랑마을으로 지정되었다.

## 지리
경상남도의 동부 해안 남단에 위치하며, 진해 도심의 남쪽에는 진해만이 있다. 육지의 3면(동·서·북)은 장복산(長福山, 582m), 불모산(佛母山, 801m) 등 산으로 둘러싸여 있고, 시의 남쪽에 면한 바다는 남쪽으로 거제도, 동쪽으로 가덕도, 서쪽으로 구산면과 고성반도에 의해 외해(外海)와 차단된 만(灣)으로 이루어져 있다. 만(灣)의 안쪽은 넓고 수심이 깊지만 풍파가 잔잔해 양항만(良港灣)을 이루어서 대한민국 해군의 근거지가 되었으며, 해군사관학교가 위치해 있다.

## 경상남도  진해  역사
| Daedongyeojido (Gyujanggak) 18-02.jpg |
| Daedongyeojido (Gyujanggak) 19-02.jpg |

진해시 시절에 사용된 깃발

- 삼국시대: 웅지현(熊只縣)으로 칭하였다.
- 757년: 웅신현(熊神縣)으로 개칭되고, 의안군(義安郡, 현 창원시)의 영현이 되었다.
- 1018년: 금주부(金州府, 현 김해시)의 속현으로 병합되었다.
- 조선 문종: 웅천현(熊川縣)으로 독립하였다.
- 1510년: 웅천도호부로 승격하였다가 곧 웅천현으로 강등되었다.
- 1895년: 진주부 웅천군으로 개편되었다.[6]
- 1896년: 경상남도 웅천군으로 개편되었다.[7]
- 1908년 9월 : 웅천군이 진해군(현 마산합포구 진동면·진북면·진전면 일대)과 함께 창원부에 통합되었다.[8]
- 1910년 10월 1일 : 창원부가 마산부로 개칭되었다.[9]
- 1912년 1월 1일: 마산부 웅중면 전부와 웅서면의 일부가 합쳐져 진해면(鎭海面)으로 개편되었다.[10]
- 1933년 12월 2일: 창원군 진해면이 진해읍으로 승격하였다.[11]
- 1955년 9월 1일: 창원군 진해읍이 진해시(鎭海市)로 승격하였다.[12]
- 1975년 8월 1일: 창원군 웅천면을 편입하였다.[13]
- 1984년 12월 18일: 의창군 웅동면을 편입하였다.[14]
- 1997년 12월 1일: 웅동2동(가덕도등) 일부가 부산 강서구로 편입되었다.
- 2010년 7월 1일: (구)마산시, (구)창원시와 통합하여 진해시가  통합창원특례시 진해구로 개편되었다.
- 2020년 1월 1일: 중앙동·태평동을 충무동에 합동하였다.

### 진해의 명칭 유래
진해(鎭海)란 이름은 삼진(三鎭) 지역에 있었던 진해군에서 유래하였다. 지금의 진해는 본래 웅천군이었는데, 이 지역은 1912년에 웅중면 전부와 웅서면의 일부가 합쳐져 진해면(鎭海面)으로 개편되면서부터 진해로 불리기 시작했다. 일본 제국은 한국을 병탄한 직후 이 지역에 해군 군항을 만들고 '바다를 제압한다'는 의미로 '진해'라는 이름을 붙였다.
이후 본래의 진해군 지역(진동면·진북면·진전면)은 해군항이 있는 진해와 구분하기 위하여 편의상 '삼진(三鎭) 지역'으로 불리고 있다.

## 행정 구역
진해구의 행정구역은 13동 285통 2,079반으로 구성되어 있으며, 진해구의 면적은 123.67 km2이며, 인구는 2020년 12월 31일 주민등록 기준으로 19만2755 명, 8만1838 가구이다.
| 행정동  | 한자     | 면적   | 인구    | 세대   | 행정 지도       |
| ------- | -------- | ------ | ------- | ------ | --------------- |
| 충무동  | 忠武洞   | 18.07  | 17,355  | 7,753  | 진해구 행정구역 |
| 여좌동  | 餘佐洞   | 4.54   | 8,754   | 4,359  | 진해구 행정구역 |
| 태백동  | 太白洞   | 1.77   | 5,040   | 2,638  | 진해구 행정구역 |
| 경화동  | 慶和洞   | 2.12   | 11,402  | 4,637  | 진해구 행정구역 |
| 병암동  | 屛岩洞   | 1.71   | 7,545   | 3,349  | 진해구 행정구역 |
| 석동    | 石洞     | 2.24   | 17,463  | 6,910  | 진해구 행정구역 |
| 이동    | 泥洞     | 0.91   | 8,576   | 4,568  | 진해구 행정구역 |
| 자은동  | 自隱洞   | 6.11   | 21,460  | 8,728  | 진해구 행정구역 |
| 덕산동  | 德山洞   | 2.04   | 10,224  | 4,139  | 진해구 행정구역 |
| 풍호동  | 豊湖洞   | 7.38   | 26,083  | 9,143  | 진해구 행정구역 |
| 웅천동  | 熊川洞   | 27.78  | 12,733  | 5,275  | 진해구 행정구역 |
| 웅동1동 | 熊東一洞 | 32.75  | 6,465   | 2,745  | 진해구 행정구역 |
| 웅동2동 | 熊東二洞 | 12.72  | 39,655  | 17,594 | 진해구 행정구역 |
| 진해구  | 鎭海區   | 123.67 | 192,755 | 81,838 | 진해구 행정구역 |

* 인구·세대는 2020년 12월 31일 주민등록 기준

## 인구 추이
창원시 진해구의 연도별 인구 추이
| 연도   | 총인구    |  |
| ------ | --------- |  |
| 2010년 | 178,199명 |  |
| 2015년 | 185,733명 |  |
| 2020년 | 201,547명 |  |

## 관광

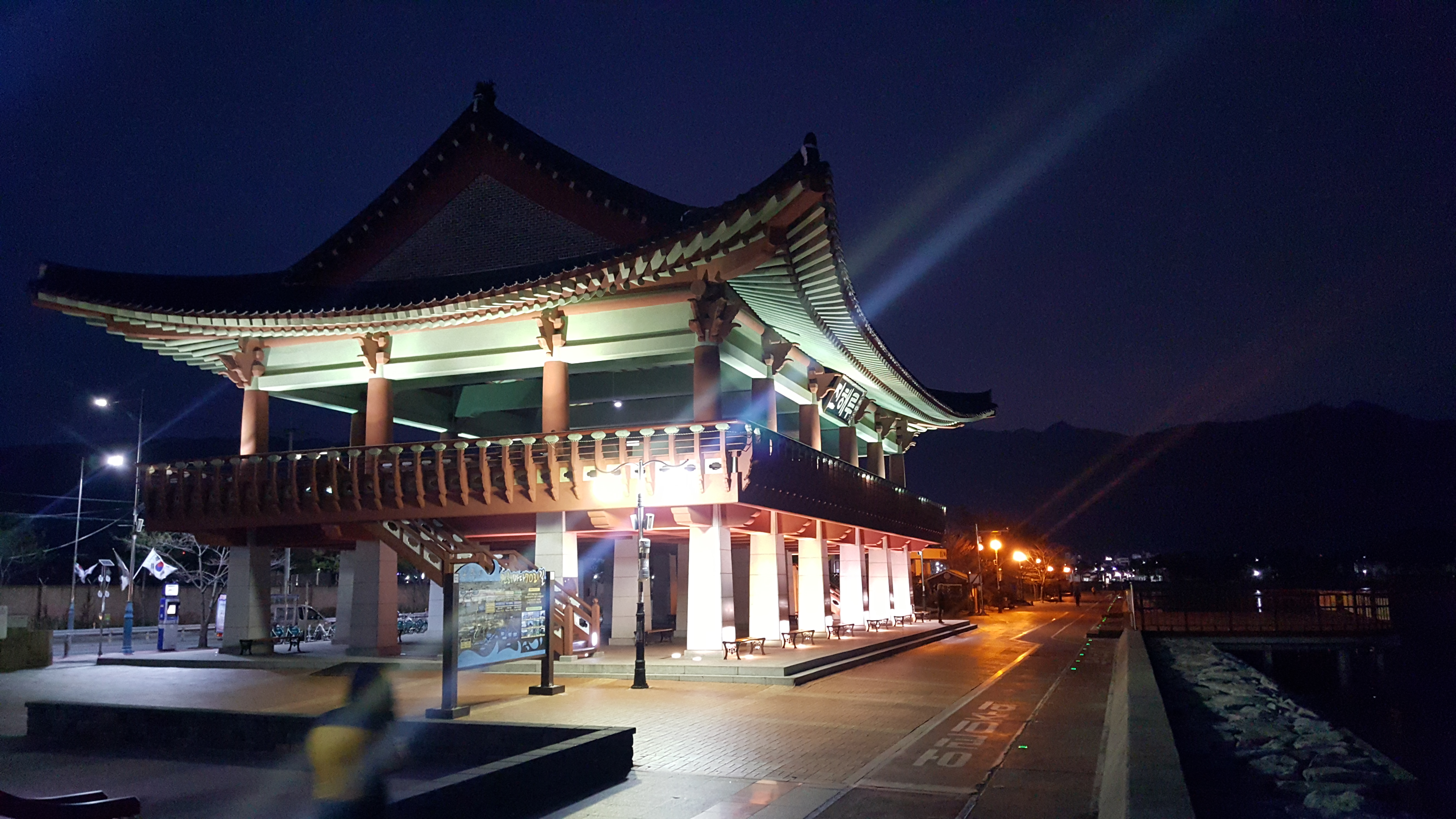
경상남도 진해 진해루

벚꽃으로 유명한 진해시는 1910년에 군항시설공사를 시작한 이래 해군의 본거지가 되었고, 각종 시설은 관광대상으로 일반에게 공개되어, 특히 4월에 열리는 진해군항제는 훌륭한 관광행사가 되고 있다.
시가 중심부에는 진해제황산공원 등이 있으며, 앞바다의 가덕도에는 대한민국 굴지의 등대가 있다. 주로 봄 · 가을에 많은 관광객이 찾아오며 등대에서는 일본의 쓰시마섬이 보인다. 충무동 일대에는 진해루와 해안도로(진희로)가 있어 바다 풍경을 보고자 하는 관광객들이 많이 찾는다. 진해 명동에 진해해양공원이 있고, 여기에 창원솔라타워라는 탑이 있다.
또 진해 장복산 계곡에는 양어장이 있고 그 밖에 충무공 동상 · 천자봉 · 웅동성흥사 대웅전 · 웅천현성 · 구산성지 · 안골포굴강 .진해웅동용추폭포 .진해웅동대장.소사천. 도요지 · 이승만 전 대통령의 별장 및 정자 등이 유명하다.
성흥사 계곡도  진해 계곡에서 유명하다.
(성흥사계곡은 용추폭포와 성흥사계곡.소사천.대장천.웅동수원지  물이만나 와성만으로 흐른다.)

진해 흰돌메공원도 유명하다.
흰돌메공원 물고기도많고 잘피와수달이서식할만큼 물이 엄청 깨끗하다..바다물이투명하다.
해안길이 바다길산책하기좋고. 해돋이명소로 너무좋은곳으로 유명하다. 
그러나  환경을생각도없이   부산진해경제자유구역청에서  이바다를 전부 매립을하게되었다.
와성.웅동만(흰돌메공원)은 이제 추억속으로 남게되었다.
후손에에게 물려줘도좋을정도의 좋은바다였다.

현재 진해신항.부산신항.등 매립으로 진해바다가 많이오염되고있다.(물이검게변하고있다.)

### 진해군항제

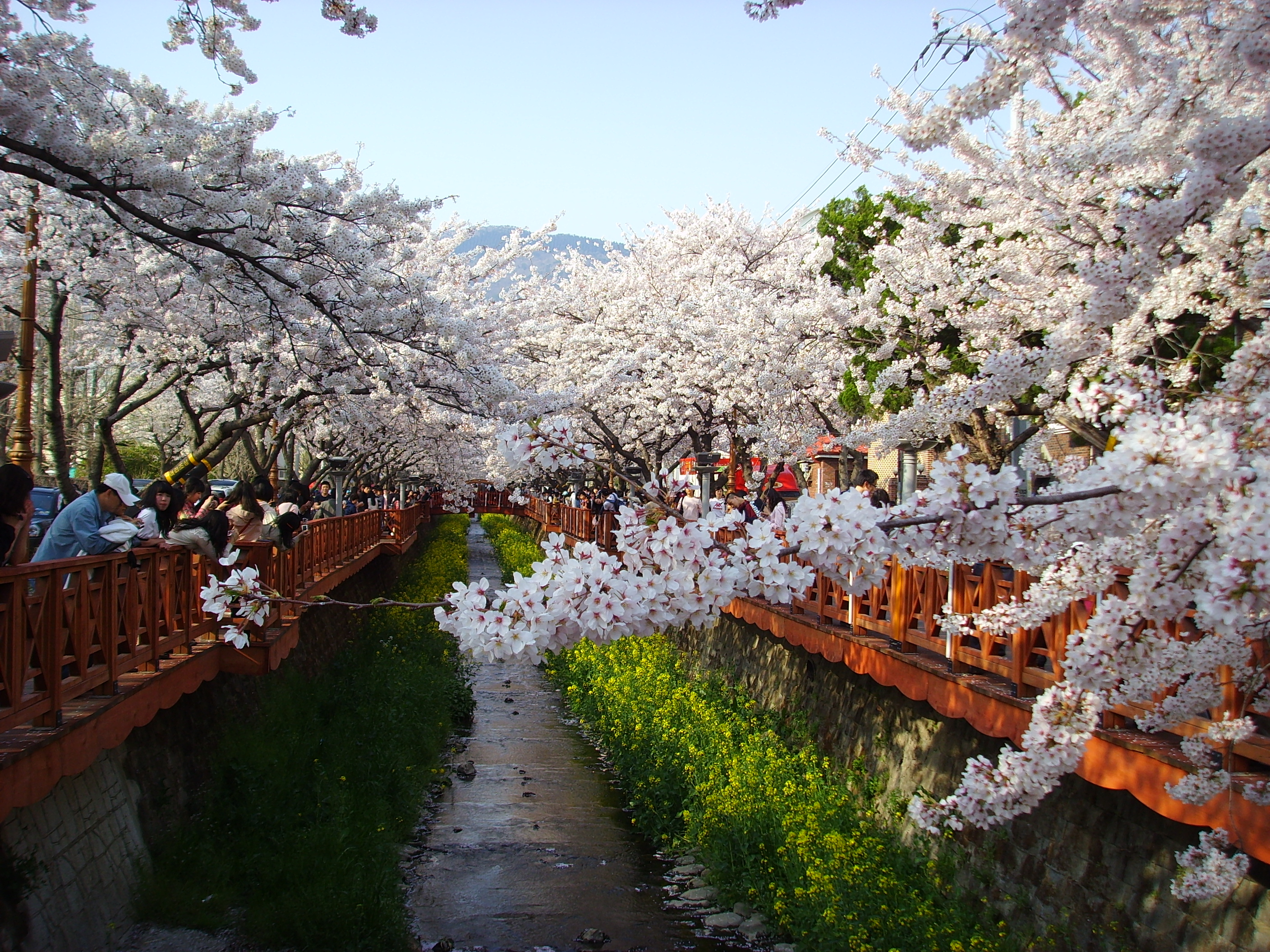
진해여좌천 다리

진해군항제는 1952년 4월 13일, 대한민국 최초로 충무공 이순신 장군의 동상을 진해 북원로터리에 세우고 추모제를 거행하여 온 것이 계기가 되며, 1963년에 축제를 개최하기 시작하였다. 이 행사는 진해 벚꽃축제라고도 알려져 있으며, 매년 4월 1일부터 4월 10일까지 열린다. 이 기간 동안에는 외부인 출입금지 구역인 대한민국 해군사관학교, 대한민국 해군 진해기지 교육 사령부가 개방되어 정해진 시간 동안 일반인 출입이 가능하다. 그리고 경화역에는 벚꽃터널이 관통되며, 대한민국 각 등지에서 통해역까지 임시로 무궁화호 열차가 운행한다. (예:서울역 ↔ 통해역 무궁화호)
이 행사 기간에는 진해구 시가지에 차량이 매우 혼잡하고 진해구 방향으로 가는 버스승객이 매우 혼잡해 지고 관광버스들을 많이 볼 수 있다. 그리고 안민드림로드 같은 도로는 통제된다.

## 교통
간선도로는 인근의 부산 · 진주 · 대구 방면으로 뻗어 있으며 김해국제공항과도 인접해 있어 교통이 편리하다. 다만, 예전엔 고속버스터미널이 없어서 고속버스를 이용하려면 의창구에 위치한 창원종합버스터미널이나 마산회원구에 위치한 마산고속버스터미널까지 이동하여 이용해야 하는 번거로움이 있었다. 이 때문에 2009년 3월 25일부터 진해시외버스터미널에도 서울남부버스터미널을 오가는 고속버스가 정차한다. 하지만 2015년 4월에 진해시외버스터미널에서 진주시외버스터미널을 오가는 노선이 인원 감소로 폐지되었다. 2015년 10월 30일부터 진해시외버스터미널에서 김해여객터미널을 오가는 시외버스 노선이 신설되었다. 진해시외버스터미널에도 이제는 고속버스를 탈 수 있다. :코버스 사이트 진해->동대구·서대구, 동서울 까지도 선산휴게소도 경유하고 있다.
철도는 창원을 잇는 진해선이 도심 북부를 통과하나, 여객 취급을 하지 않는다. 군항제 기간에만 진해역에서 여객을 취급하며, 진해구에서 가장 가까운 역은 의창구의 창원중앙역이다. 2006년 11월에 대구와 진해를 오가는 KTX 환승 목적의 새마을호 열차가 신설되었으나 2012년 11월 1일 폐지되었고, 이후 마산-진해 무궁화호가 신설되었으나 이마저도 수요 감소로 2015년 2월 1일 폐지되었다.

### 철도
- 경화역 (여객업무 없음)

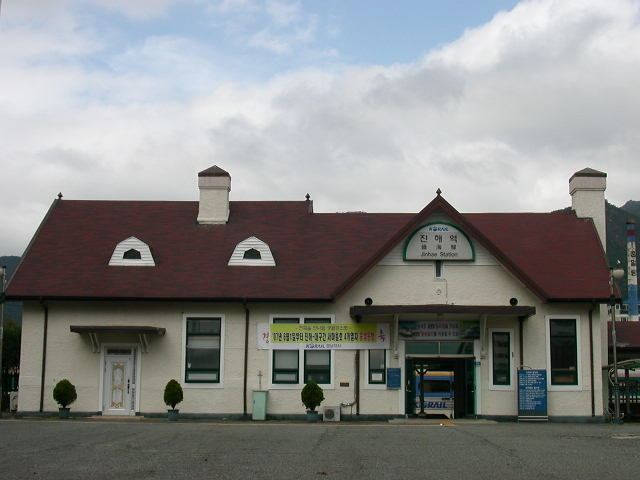
진해역

- 진해역 (여객업무 없음, 군항제 기간에만 여객 취급)
- 현재는군항제기간에도 여객취급하지않고있다.)
- 통해역 (일반인 출입 금지/군항제 기간에만 여객 취급)

### 버스

#### 고속/시외버스
- 진해시외버스터미널
- 용원시외버스정류장

#### 공영버스
공영버스는 진해구에서만 운행하며 교통이 불편한 웅천동, 웅동 일대를 운행한다. 350번은 웅천동 일대를 운행하고 351, 352번은 웅동 일대를 운행한다. 351번의 지선인 351-1번은 웅동중학교를 경유하여 운행하고 있다.

## 교육

### 초등학교
| 초등학교 |
| --- |
| \| 초등학교(분교 포함) - 경화초등학교 - 남산초등학교 - 냉천초등학교 - 대야초등학교 - 덕산초등학교 - 도천초등학교 - 동부초등학교 - 석동초등학교 - 안골포초등학교 - 안청초등학교 - 용원초등학교 - 웅동초등학교 - 웅천초등학교 - 웅천초등학교 명동분교 - 웅천초등학교 수도분교 - 웅천초등학교 연도분교 - 자은초등학교 - 장복초등학교 - 장천초등학교 - 제황초등학교 - 중앙초등학교 - 풍호초등학교 \| |
| 초등학교(분교 포함) - 경화초등학교 - 남산초등학교 - 냉천초등학교 - 대야초등학교 - 덕산초등학교 - 도천초등학교 - 동부초등학교 - 석동초등학교 - 안골포초등학교 - 안청초등학교 - 용원초등학교 - 웅동초등학교 - 웅천초등학교 - 웅천초등학교 명동분교 - 웅천초등학교 수도분교 - 웅천초등학교 연도분교 - 자은초등학교 - 장복초등학교 - 장천초등학교 - 제황초등학교 - 중앙초등학교 - 풍호초등학교       |

### 중학교
| 중학교 |                                        |
| --- | -------------------------------------- |
| \| 공립중학교 - 냉천중학교 - 동진여자중학교 - 동진중학교 - 석동중학교 - 안골포중학교 - 진해신항중학교 - 용원중학교 - 진해여자중학교 - 진해중학교 \| 사립중학교 - 진해남중학교 - 웅동중학교 \| |                                        |
| 공립중학교 - 냉천중학교 - 동진여자중학교 - 동진중학교 - 석동중학교 - 안골포중학교 - 진해신항중학교 - 용원중학교 - 진해여자중학교 - 진해중학교                                                 | 사립중학교 - 진해남중학교 - 웅동중학교 |

### 고등학교
| 고등학교 |                                                        |
| --- | ------------------------------------------------------ |
| \| 공립고등학교 - 용원고등학교 - 웅천고등학교 - 진해여자고등학교 - 진해고등학교 \| 사립고등학교 - 진해세화여자고등학교 - 진해중앙고등학교 \| |                                                        |
| 공립고등학교 - 용원고등학교 - 웅천고등학교 - 진해여자고등학교 - 진해고등학교                                                                 | 사립고등학교 - 진해세화여자고등학교 - 진해중앙고등학교 |

### 대학교
| 대학교                                     |
| ------------------------------------------ |
| \| 국공립대학교 - 대한민국 해군사관학교 \| |
| 국공립대학교 - 대한민국 해군사관학교       |

## 문화재

### 국가지정문화재
- 진해우체국 - 사적 제291호[19]
- 안중근 의사 유묵 임적선진위장의무 - 보물 제569-26호[20]
- 안중근 의사 유묵 청초당 - 보물 제569-15호[21]
- 중완구 - 보물 제859호[22]

## 같이 보기
- 대한민국 해군작전사령부
- 미해군진해함대지원부대
- 진해시장 선거

## 참고 문헌
- 김부식 (1145), 《삼국사기》〈잡지제삼 지리일(雜志第三 地理一)〉